# Stenaria mullerae
Stenaria mullerae är en måreväxtart som först beskrevs av Francis Raymond Fosberg, och fick sitt nu gällande namn av Edward Everett Terrell. Stenaria mullerae ingår i släktet Stenaria och familjen måreväxter.

## Underarter
Arten delas in i följande underarter:
- S. m. mullerae
- S. m. pooleana